# Cineac Beurs

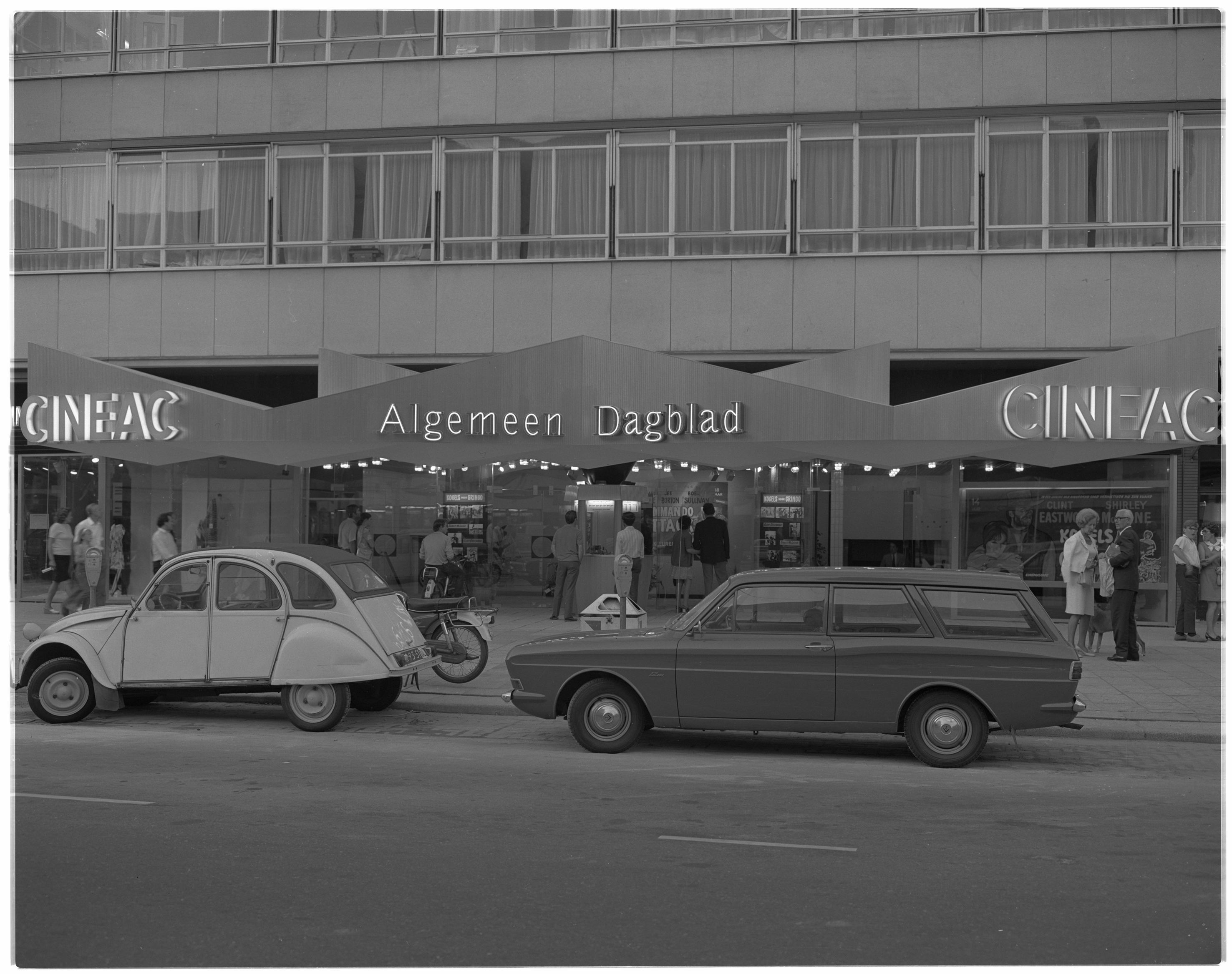
Exterieur van de bioscoop Cineac AD, in het Beursgebouw aan de Coolsingel 60.

De Cineac Beurs was een bioscoop aan de Coolsingel in Rotterdam met ongeveer 600 zitplaatsen.

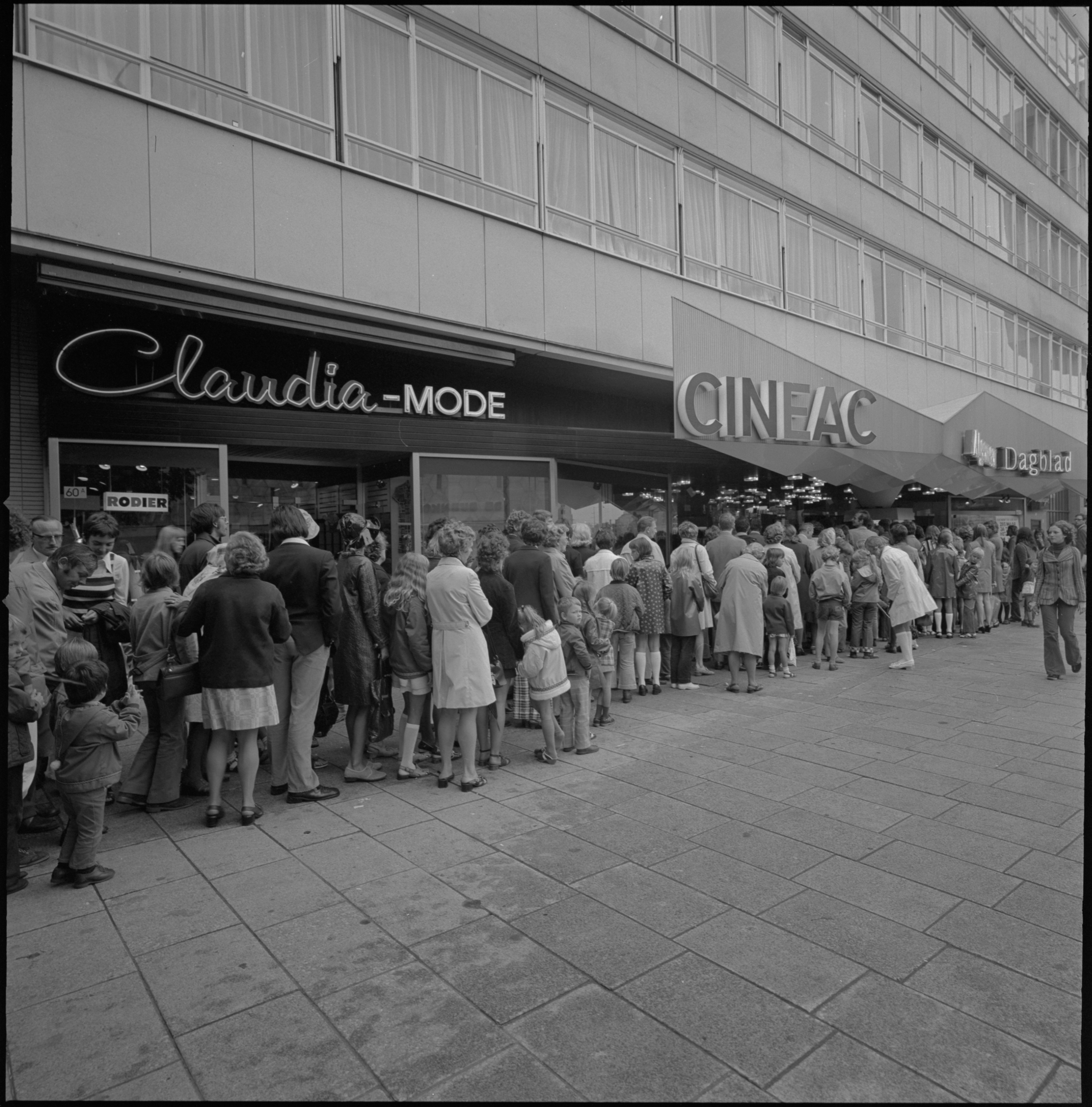
Cue for cinema Cineac Beurs in Rotterdam for Pippi Langkous film

Nadat het Cineac NRC theater was verwoest in het bombardement van 1940, werd deze bioscoop tijdelijk gehuisvest in het Beursgebouw, totdat Cineac NRC naar de overkant van de Coolsingel verhuisde in een nieuw pand naast De Bijenkorf. De bestaande exploitatie veranderde vervolgens in Cineac AD (Algemeen Dagblad). Daarmee waren er dus twee journaalbioscopen actief tegenover elkaar gelegen op de Coolsingel, ieder met de naam van een concurrerende Rotterdamse krant. Het theater werd geëxploiteerd door de Cineac N.V., die diverse bioscopen uitbaatte in Rotterdam, Amsterdam en Den Haag, merendeels zogenaamde journaaltheaters. Dit waren bioscopen waar meestal doorlopende voorstellingen werden gegeven: bezoekers konden op ieder moment binnen lopen en zagen dan een programma met actualiteiten (filmjournaals), korte documentaires en tekenfilms. Cineac Beurs bood dergelijke doorlopende voorstellingen overdag, maar vertoonde 's avonds reguliere hoofdfilms, en het was een van de premièrebioscopen van de stad. Vanaf 1978 ging Tuschinski Theaters N.V. beide Cineacs uitbaten. In 1984 sloot het theater en werd het verbouwd tot winkelruimte.